# Butižnica
A Butižnica (másképpen Butišnica, Brzica) egy folyó Horvátországban a Knini Krajina területén. A Krka jobb oldali mellékvize.

## Leírása
A Butižnica egyike annak a hét vízfolyásnak, amely keresztülfolyik Knin városán. A folyó Kaldrma falu határában ered és Kninnél ömlik a Krkába. Hosszúsága 39 km, vízgyűjtő területe 225 km². A folyó völgyén halad át a Knin-Bihács vasútvonal. Itt egy szakaszon határt képez Horvátország és Bosznia-Hercegovina között. Donji Tiškovac közelében egy rövidebb szakaszon teljes egészében bosznia-hercegovinai területen fut, mert a bosnyák határ itt keskeny kiszögellést képez nyugat felé. Strmicánál a Bosansko Grahovo felé vezető út a folyót követve lépi át a határt. Knin városközpontjától nyugatra a knini vár alatt jobbról ömlik a Krkába. A folyón Golubić falunál és a torkolat közelében vízesések vannak. Golubićnál vize vizierőművet működtet.
A Butižnica legnagyobb mellékfolyói a Mračaj (Strmicánál balról) és a Radljevac (jobbról Kninben a torkolat előtt).

## Fordítás
Ez a szócikk részben vagy egészben  a   Butižnica című német Wikipédia-szócikk ezen változatának fordításán alapul.  Az eredeti cikk szerkesztőit annak laptörténete sorolja fel. Ez a jelzés csupán a megfogalmazás eredetét és a szerzői jogokat jelzi, nem szolgál a cikkben szereplő információk forrásmegjelöléseként.